# Seconde bataille de Fort Wagner
Guerre de Sécession
Batailles
Opérations contre les défenses de Charleston
- 1re Charleston Harbor
- 1re Fort Wagner
- Grimball's Landing (en)
- 2e Fort Wagner
- 2e Charleston Harbor
- 2e Fort Sumter

La seconde bataille de Fort Wagner, également connue sous le nom de « deuxième assaut sur l'île Morris » ou « bataille de Fort Wagner, île Morris », se déroule le 18 juillet 1863, pendant la guerre de sécession, une semaine après la première bataille de Fort Wagner.
Les troupes de l'armée de l'Union commandées par le Brigadier-général Quincy Gillmore lancent un assaut infructueux sur la forteresse confédérée de Fort Wagner qui protège l'île Morris, au sud du port de Charleston.

## Contexte

### Contexte Stratégique

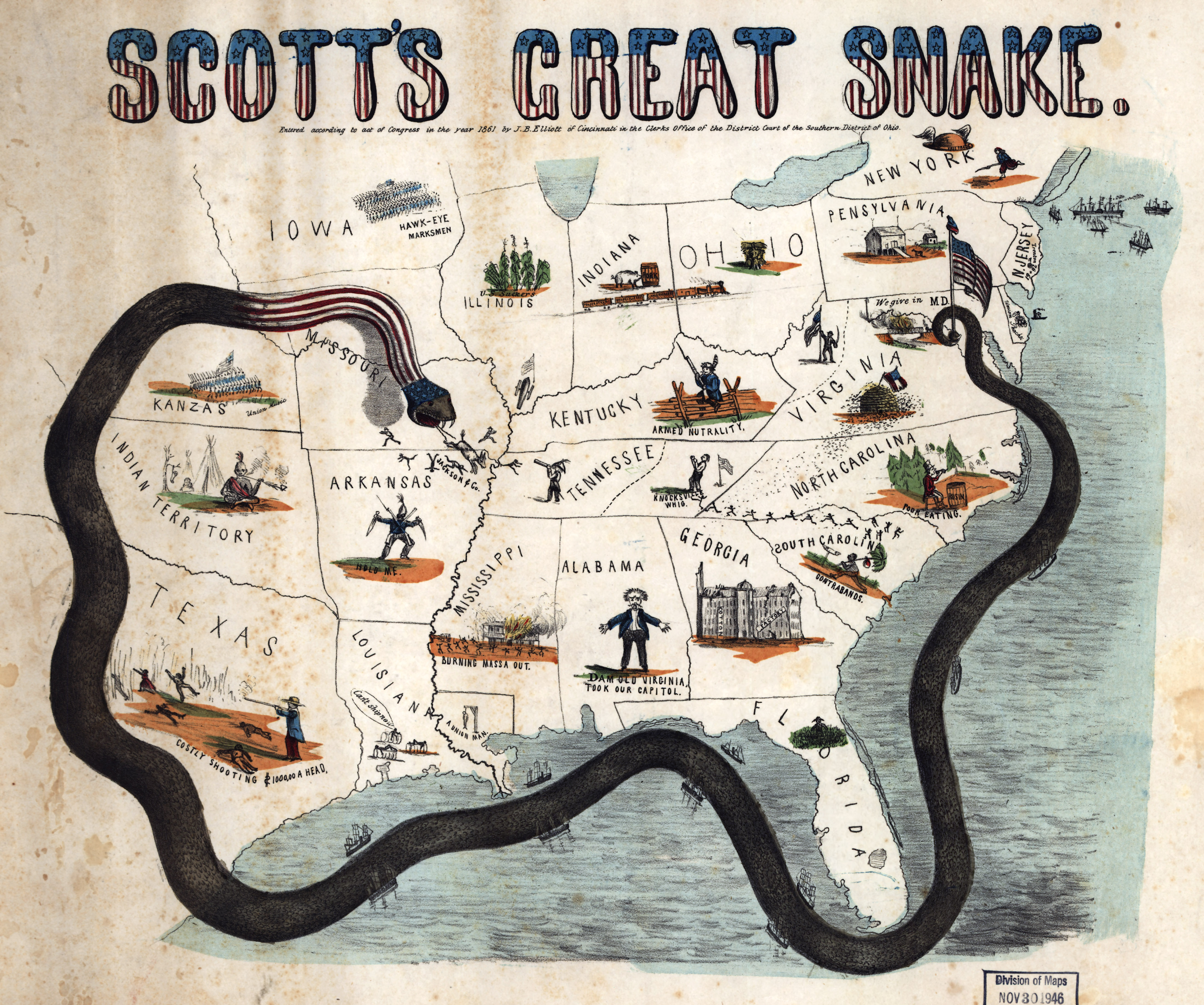
Le Plan Anaconda de Scott dans un dessin de presse de 1861.

La stratégie nordiste face à la sécession suit le plan porté par le général en chef Winfield Scott. Celui-ci consistait à faire subir un blocus aux ports contrôlés par le Sud, et dans le même temps, à couper la Confédération en deux en descendant le fleuve Mississippi. Il est connu sous le nom de « Plan Anaconda » (en anglais, Scott's Great Snake (Grand Serpent de Scott)),.
Dans le cadre de cette stratégie, le port de Charleston subit le blocus, d'autant que celui-ci était une base de choix pour les forceurs de blocus confédérés. Après 1862, trois ports seulement - Wilmington (Caroline du Nord), Charleston (Caroline du Sud) et Mobile (Alabama) - restaient ouverts à la petite centaine de forceurs de blocus encore en activité. Charleston fut bloqué par le « South Atlantic Blockading Squadron » commandé par l'amiral John A. Dahlgren en 1863.

### Contexte tactique

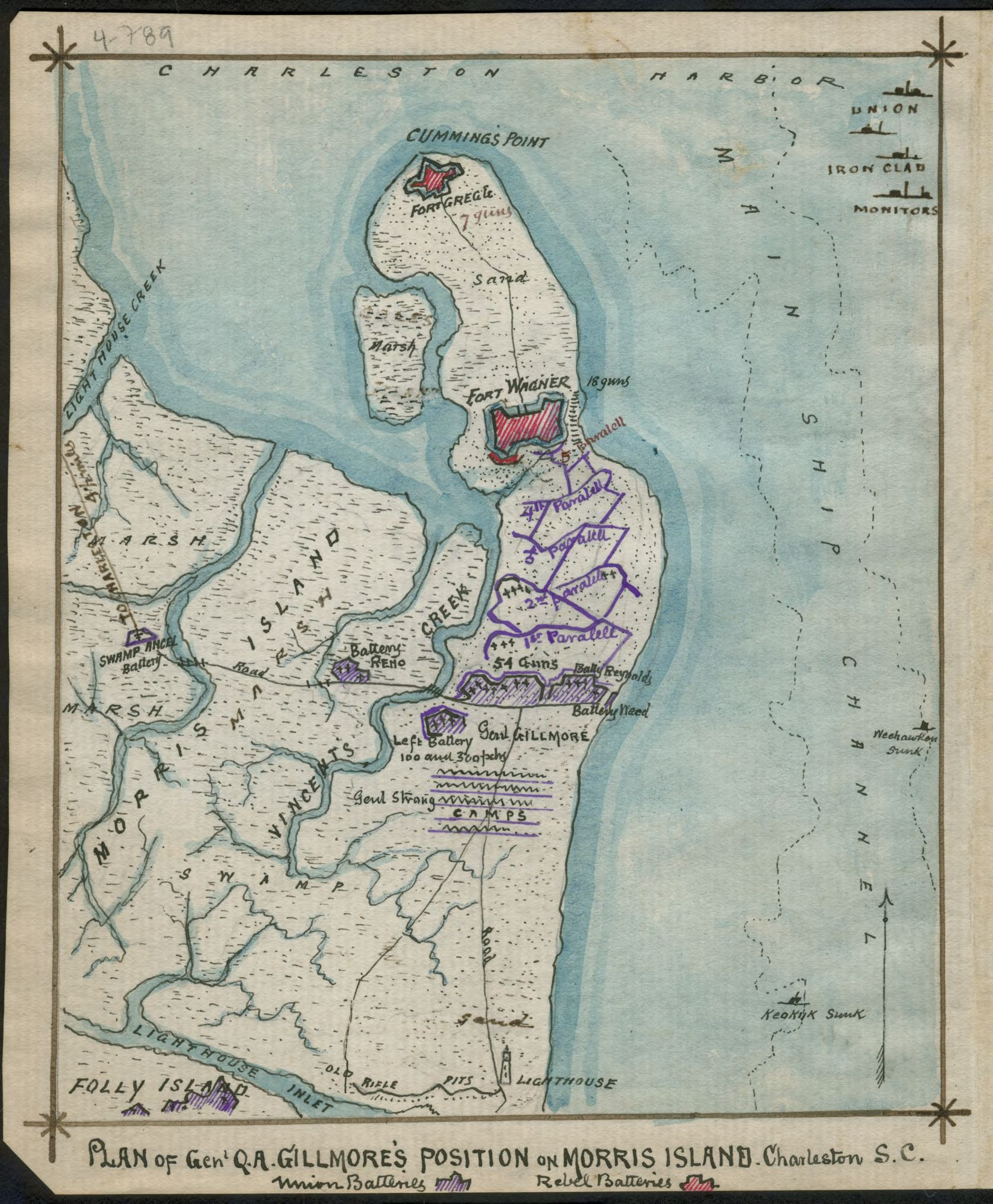
Carte 1 : Plan de situation du Fort Wagner, et positions nordistes.

Fort Wagner, ou « Battery Wagner » selon le nom donné par les Confédérés, contrôlait les approches sud du port de Charleston. Il était commandé par le brigadier général William B. Taliaferro.
Le fort est une redoute en terre et sacs de sable, de 250 yards (228,6 m) sur 100 yards (91,44 m). Les remparts, renforcés avec des troncs de palmiers, atteignent 9 mètres de haut. La face sud du fort est protégée en outre par un fossé inondé, large de 3 mètres et profond de 1,5 mètre. Le fort bénéficiait également du soutien des défenses de Morris Island.
Le 11 juillet, la première bataille de Fort Wagner voit les troupes confédérés repousser l'assaut de l'Union. Le général Quincy Gillmore a l'intention de répéter son assaut, mais exécute au préalable des manœuvres de diversion afin de distraire les Confédérés à la bataille de Grimball's Landing, le 18 juillet 1863. Gillmore a également ordonné un bombardement d'artillerie du fort ; il dispose alors de 36 pièces d'artillerie de campagne ainsi que de 60 mortiers et canons de siège. Le fort se trouvait sur une presqu'île sableuse très étroite, de sorte que l' Union ne pouvait l'attaquer qu'avec un régiment à la fois, ne pouvant déployer plus d'unités.
L'approche du fort, par le sud, obligeait à passer un rétrécissement de la presqu'île, une bande sableuse de 55 mètres de large entre l'océan à l'est et le marais de Vincent's creek (Bass creek de nos jours) à l'ouest. Après avoir traversé ce passage resserré, l'armée de l'Union se trouvait face aux 250 mètres du rempart sud du Fort Wagner, barrant la presqu'île. 
Le long du rempart se trouvait un fossé peu profond protégé par des troncs de palmier taillés en pointe, disposés en abattis, et un autre fossé, du côté de la mer, au fond duquel des planches munies de pointes avaient été placées. 
L'armement de Fort Wagner, la nuit du 18 juillet, se composait d'un mortier de 10 pouces, de deux caronades de 32 livres, deux obusiers de 8 pouces, deux obusiers de 32 livres, une caronade de 42 livres et un mortier naval de 8 pouces sur la face terrestre. La compagnie A du 1er régiment d’artillerie de Caroline du Sud disposait également de deux canons positionnés à l'extérieur du côté sud du fort, près de Vincent's creek, pour fournir un tir en enfilade. La face du fort tournée vers la mer était défendue par une caronade de 32 livres, d'un Columbiad de 10 pouces et de deux obusiers de 12 livres.

### Forces en présence

#### Sudistes
La garnison du fort s'élève à 1 700 hommes environ
- 1st South Carolina Infantry (Cos. H and I)
- 21st South Carolina Infantry
- 31st North Carolina Infantry
- 51st North Carolina Infantry
- 22nd Georgia Infantry
- 63rd Georgia Infantry (Cos. B, K and detachment of D)
- Charleston Battalion
- Gist Guard (South Carolina) Heavy Artillery Company, Cpt Charles E. Chichester
- Mathewes (South Carolina) Heavy Artillery Company, Cpt John E. Mathewes
- Company A, 1st South Carolina Artillery

#### Nordistes
Sur les 10 000 hommes à disposition du général Gillmore, 6 000 vont participer à l'assaut.
| Division                           | Brigade                      | Régiments et divers |
| ---------------------------------- | ---------------------------- | --- |
| Colonne d'assaut BG Truman Seymour | BG George C. Strong (en)     | - 3e du New Hampshire - 6e du Connecticut (en) : Col John Lyman Chatfield (en) (mw) - 9e du Maine (en) - 48e de New York (en) - 54th Massachusetts (afro-américain) : Col Robert G. Shaw (k) - 76e de Pennsylvanie (en) |
| Colonne d'assaut BG Truman Seymour | Col Haldimand S. Putnam (en) | - 7e du New Hampshire (en) - 62e de l'Ohio (en) - 67e de l'Ohio (en) - 100e de New York (en) |
| Colonne d'assaut BG Truman Seymour | BG Thomas G. Stevenson (en)  | - 2e de Caroline du Sud (afro-américain) (en) - 10e du Connecticut (en) - 24e du Massachusetts (en) 24th Massachusetts - 97e de Pennsylvanie (en)                                                                       |

### Illustrations

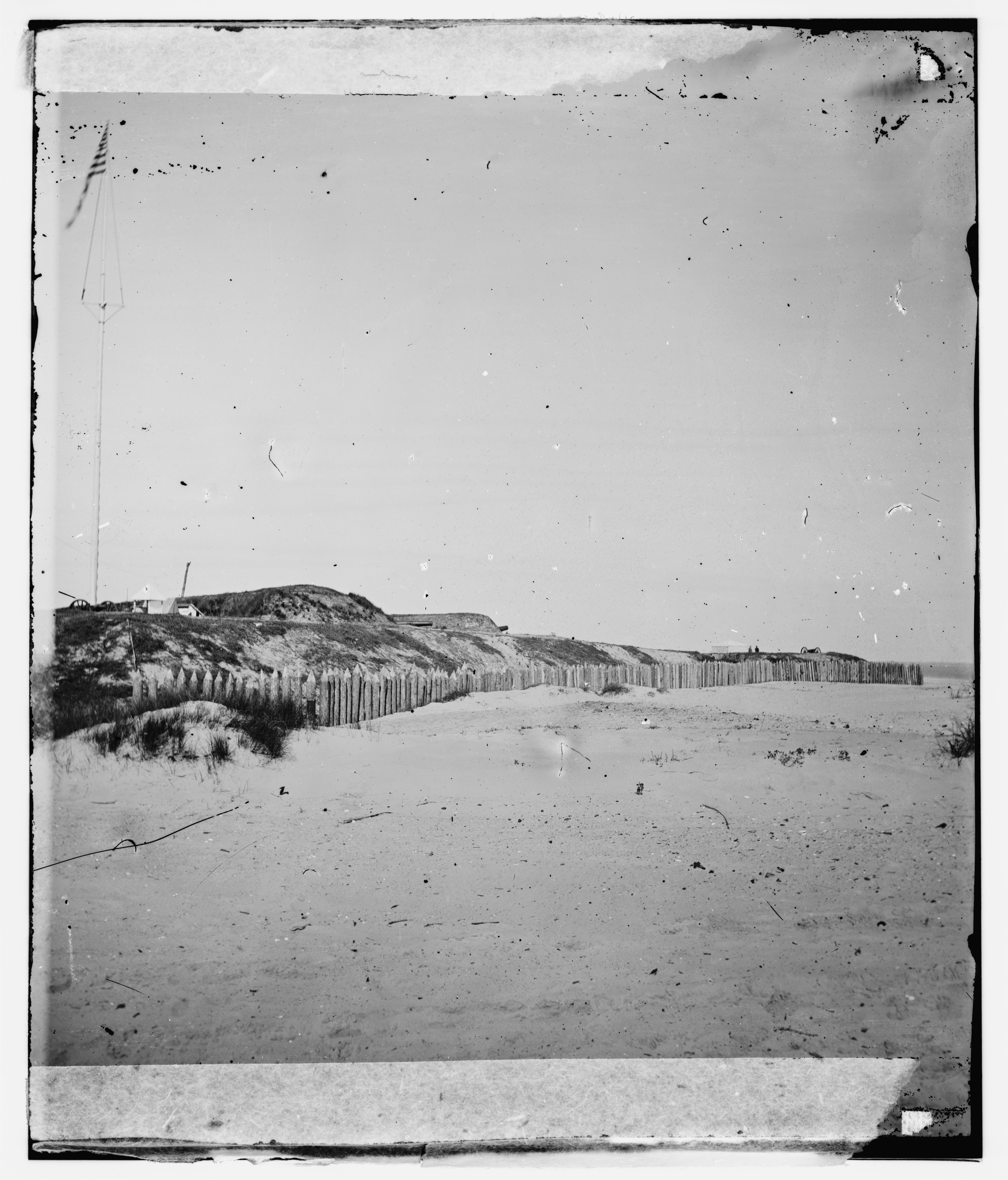
vue du Fort Wagner après son abandon (6 septembre 1863). Noter les troncs protégeant le rempart.
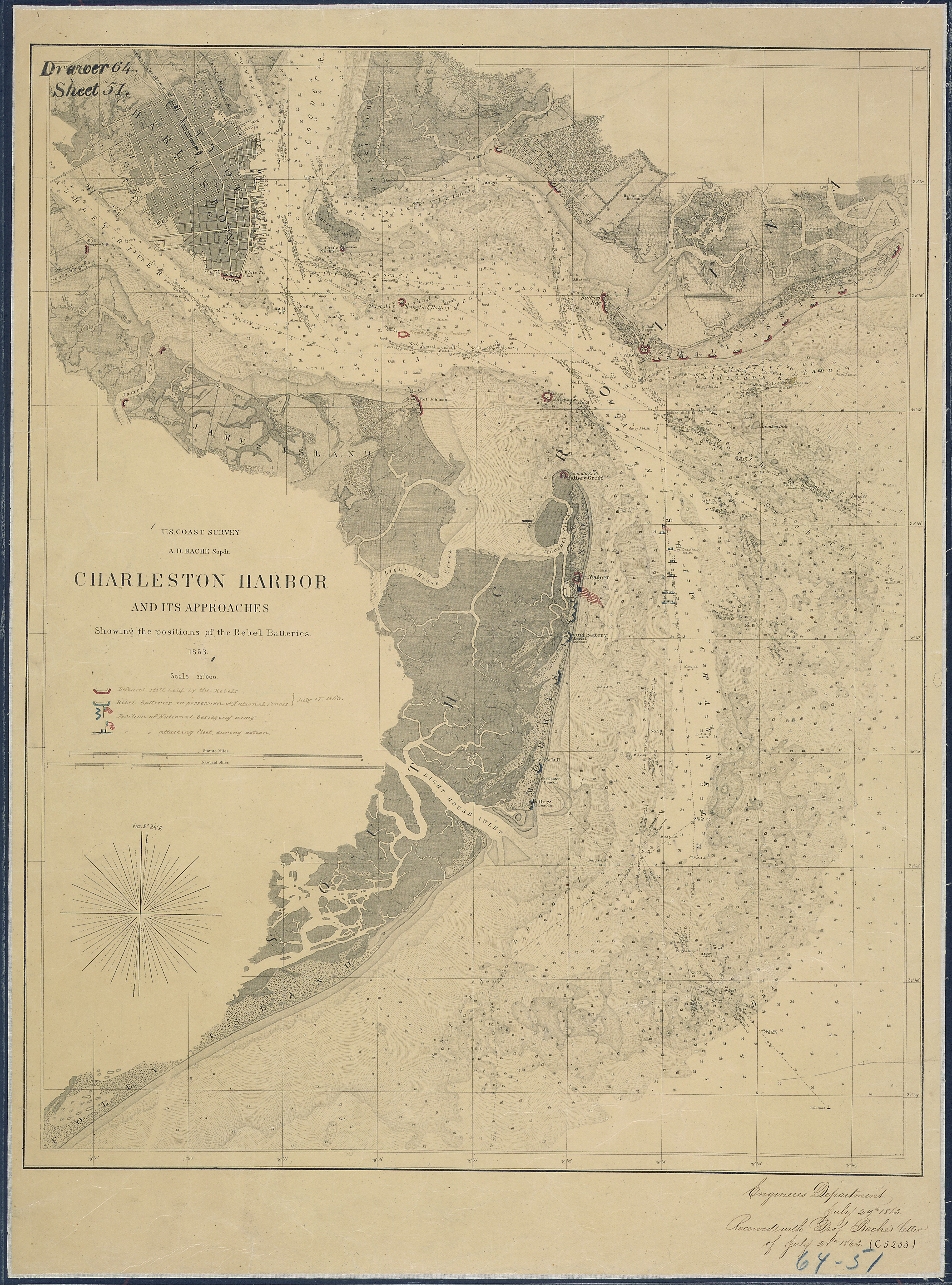
Charleston Harbour avec les forts et batteries protégeant ses accès
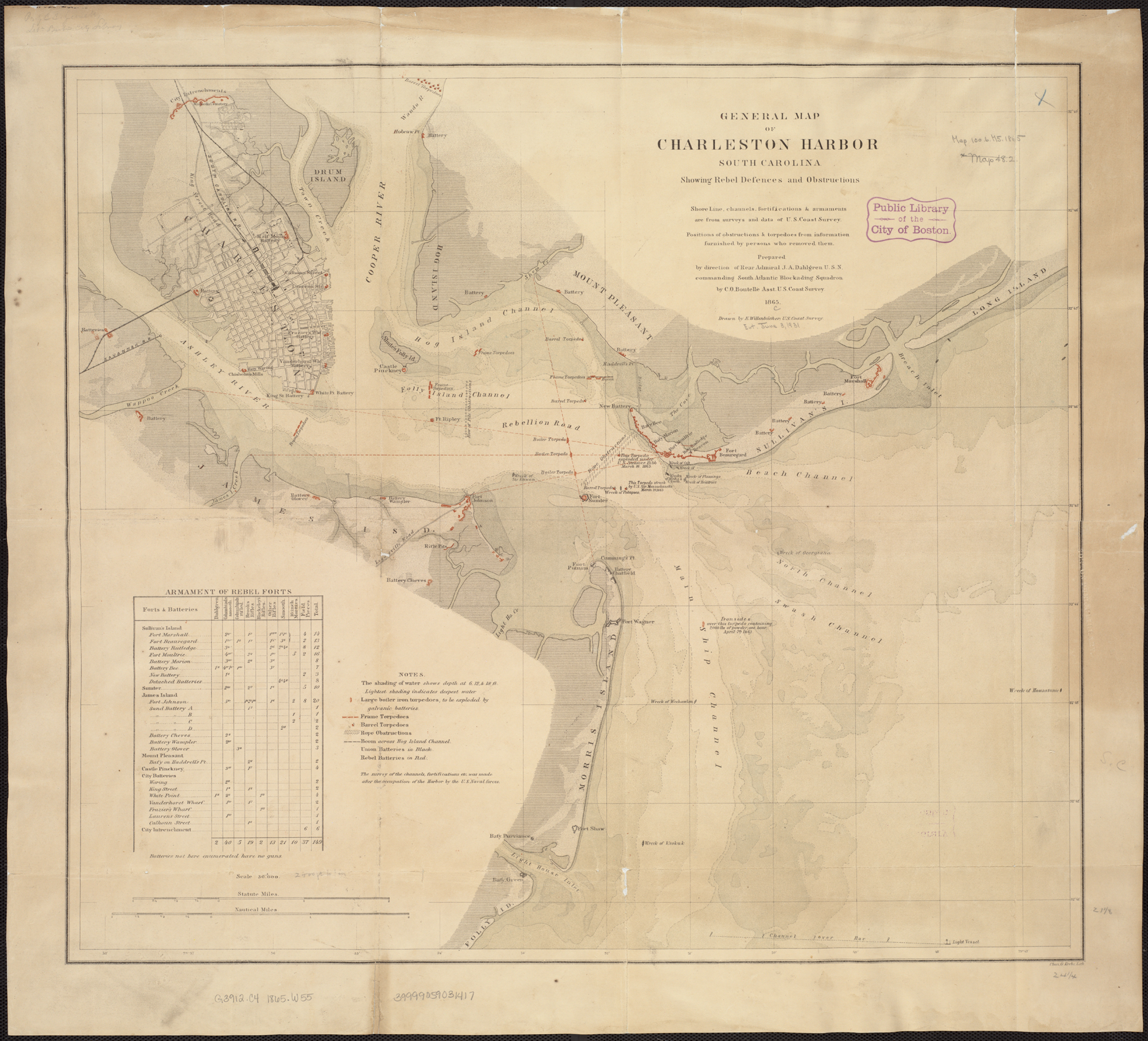
carte générale des lieux montrant les défenses et obstructions confédérées.

## Bataille

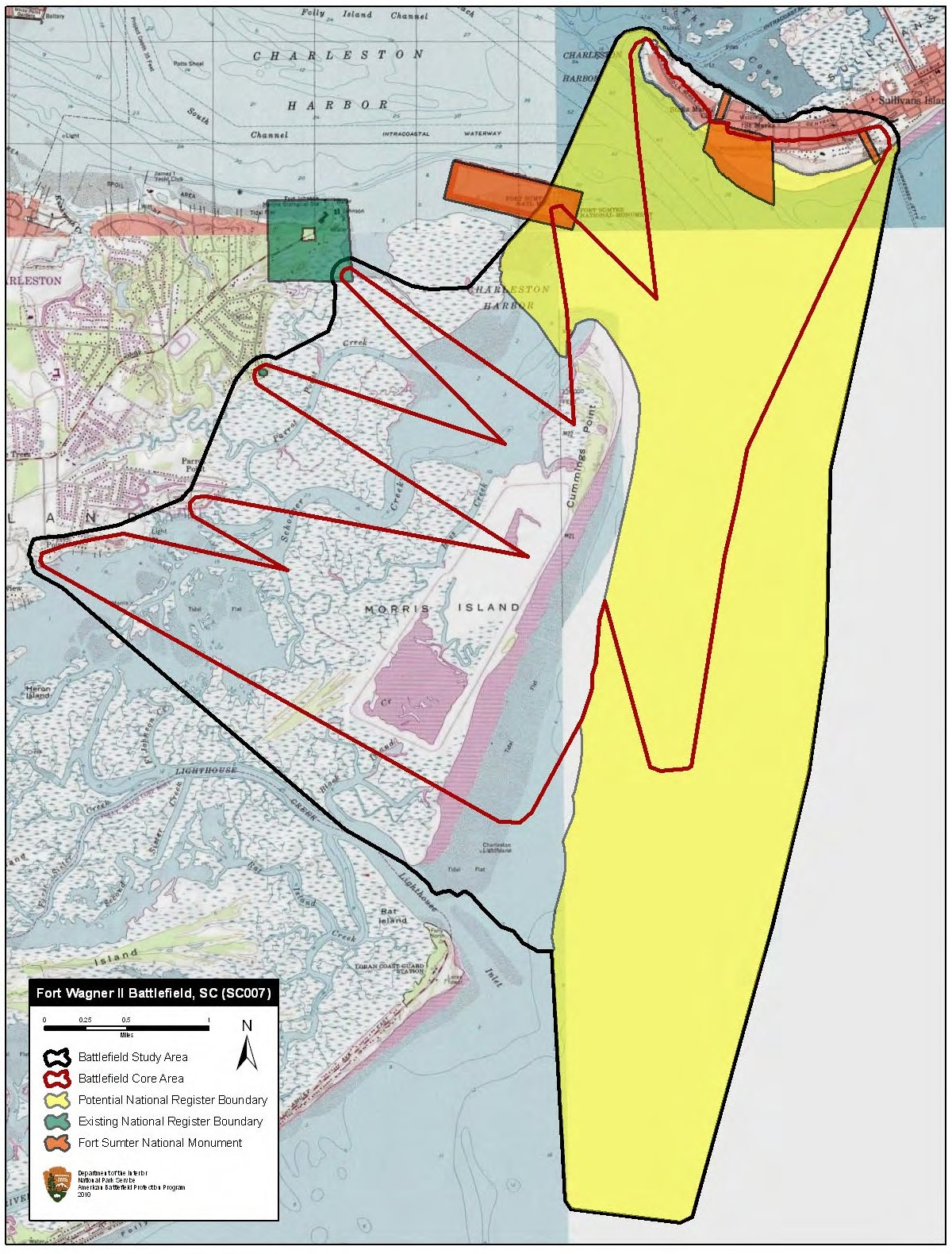
Carte du cœur et des zones d'étude de la Seconde bataille de Fort Wagner par l' American Battlefield Protection Program

Gilmore ordonne à ses canons de siège et à ses mortiers de commencer un bombardement du fort, le 18 juillet ils sont rejoints par les tirs de six monitors placés à moins de 300 mètres du fort. Le bombardement dure huit heures, mais ne cause que peu de dégâts aux remparts du fort, tue environ 8 hommes et en blesse 20 autres, les défenseurs s'étant abrités dans l'abri anti-bombes.
Au crépuscule, le 54e Massachusetts, composé de soldats afro-américains, commandés par le colonel Robert Gould Shaw, mène l'attaque nordiste qui comprend deux brigades avec neuf régiments. La première brigade, commandée par le général George Crockett Strong, est composée des 54e Massachusetts, 6e Connecticut, 48e New York, 3e New Hampshire, 76e Pennsylvanie et 9e régiments du Maine. La deuxième brigade, commandée par le colonel Haldimand S. Putnam du 7e New Hampshire, en tant que commandant de brigade par intérim, est composée du 7e New Hampshire, des 62e et 67e Ohio ainsi que du 100e régiment de New York. Une troisième brigade, sous le commandement du général Stevenson, restée en réserve avec le général Truman Seymour, commandant sur le terrain, ne participe pas à l'affrontement.
L'assaut commence à 19h 45 et se déroule en trois temps,. 
Le 54e Massachusetts attaque la partie ouest sur le sud du Fort Wagner, alors que le reste de la brigade du général Strong et la brigade du colonel Putnam assaillent la partie est du même rempart. Alors que l'assaut commence et que les bombardements diminuent, les hommes du 1er régiment d'artillerie de Caroline du sud, du Bataillon de Charleston et du 51e d'infanterie de Caroline du nord reprennent position. Le 31e Caroline du Nord, qui avait été capturé lors de la bataille de Roanoke Island et plus tard échangé, demeure abrité et ne prend pas ses positions dans le bastion sud-est. Lorsque le 54e Massachusetts parvient à environ 150 mètres du fort, les défenseurs ouvrent le feu avec des canons et des armes légères, déchirant les rangs de l'Union. Le 51e tire sur le centre du 54e Massachusetts, alors que le bataillon de Charleston fait feu sur sa gauche. Le 54e réussit à atteindre le parapet, mais après une lutte acharnée, comprenant des combats au corps à corps, est repoussé,.

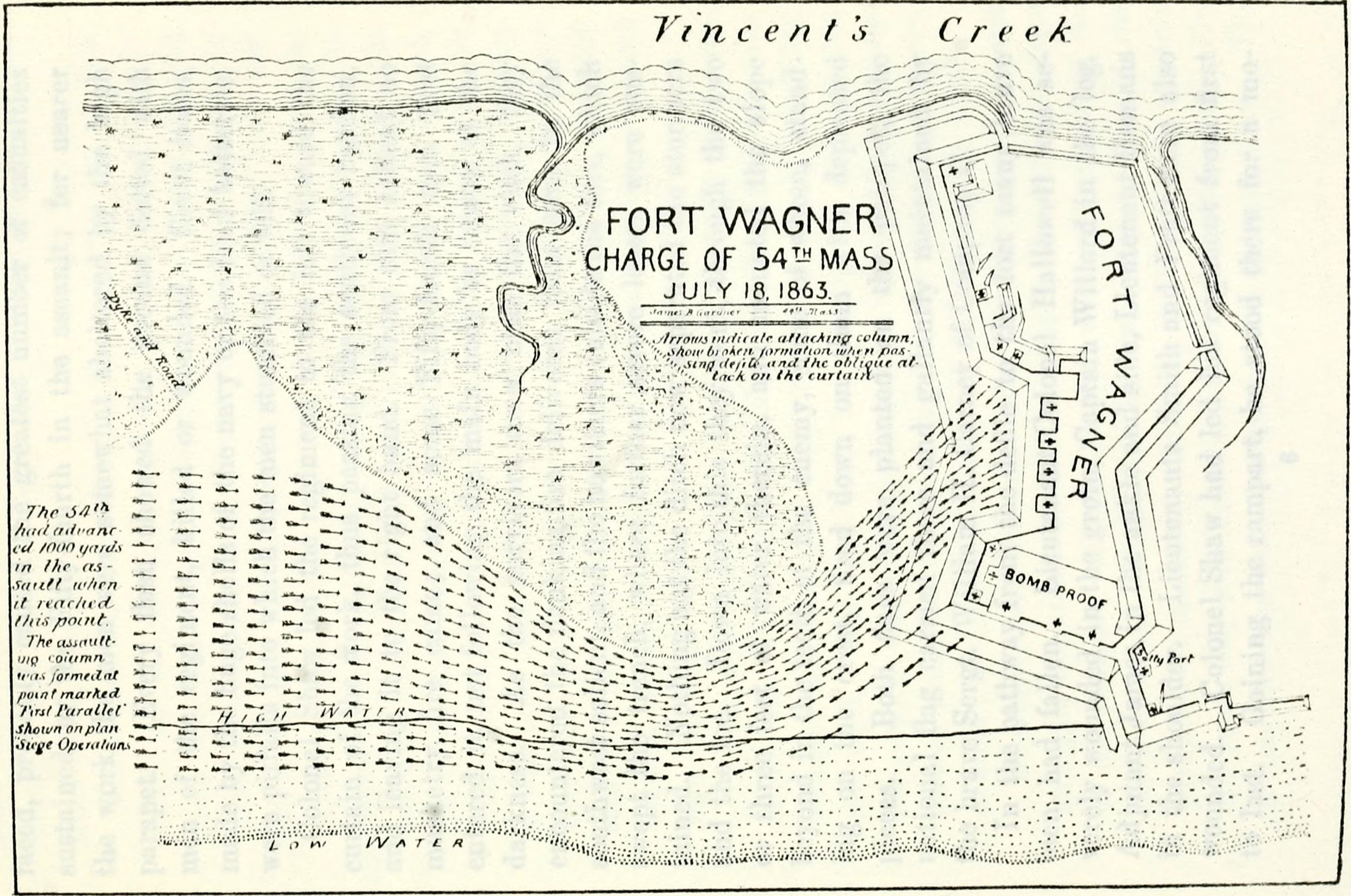
L'attaque du 54e Massachussett.

Le 6e Connecticut poursuit l'assaut au point le plus faible, le sud-est, où le 31e Caroline du Nord n'a pas réussi à prendre position. Le général Taliaferro  rassemble rapidement quelques soldats pour prendre position, tandis que le 51e North Carolina et le Charleston Battalion tirent de flanc sur les assaillants. Derrière le 6e Connecticut, le 48e New York a également atteint avec succès les pentes du bastion. Le reste de la brigade de Strong ne va pas aussi loin, car trois des obusiers du fort tirent maintenant à mitraille, les prenant de flanc et les arrêtant. Le colonel Putnam fait avancer rapidement sa brigade, mais seulement 100 ou 200 hommes, environ, des 62e et 67e Ohio atteignent le bastion,. 
Les Confédérés tentent de contre-attaquer deux fois, mais ils sont repoussés quand les officiers menant la charge sont abattus. Alors que l'assaut de l'Union perd de sa vigueur, en raison de l'absence des renforts qu'auraient constitués la brigade Stevenson, Taliaferro est renforcé par le 32e d'infanterie de Géorgie, transporté sur l'île par le général de brigade Johnson Hagood. Ces troupes fraîches reprennent le bastion, tuant ou capturant les troupes de l'Union encore sur place,.
À 22 heures, la bataille s'achève et les pertes sont lourdes. Le général Strong est mortellement blessé à la cuisse par balle  alors qu'il tentait de rallier ses hommes. Le colonel Putnam reçoit une balle dans la tête alors qu'il donne l'ordre de se retirer. Le colonel John Lyman Chatfield du 6e Connecticut est mortellement blessé. Le colonel du 54th Massachusetts's, Robert Gould Shaw , est tué sur le parapet au début de l'action. Certains rapports confédérés affirment que son corps a été transpercé à sept reprises, la blessure mortelle étant une balle de fusil sur la poitrine. En outre Lewis Douglass, fils du célèbre orateur Frederick Douglass, figure parmi les victimes appartenant au 54e Massachusetts.

## Conséquences
Au total, environ 1 515 soldats de l'Union sont tués, capturés ou blessés lors de l'assaut du 18 juillet, bien que ce nombre n'ait jamais été déterminé avec précision. 
Le général Hagood, commandant du fort Wagner le matin du 19 juillet, déclare dans son rapport au général PGT Beauregard qu'il a enterré 800 corps dans des fosses communes devant le fort Wagner. 
Les hommes du 54e Massachusetts sont salués pour leur valeur. William Carney, un sergent afro-américain avec le 54e, est considéré comme le premier récipiendaire noir de la médaille d'honneur pour ses actions ce jour-là en récupérant et en renvoyant le drapeau américain de l'unité aux lignes de l'Union. De fait, il ne reste que 315 hommes du 54e Massachusetts après la bataille : trente sont tués au combat, dont le colonel Shaw, les capitaines Russel et Simpkins, et enterrés ensemble dans une seule tombe. Vingt-quatre succombent plus tard à leurs blessures, quinze sont capturés et cinquante-deux sont portés disparus après la bataille et n'ont jamais été revus. Leur conduite a amélioré la réputation des Afro-Américains en tant que soldats, conduisant à un plus grand recrutement des Afro-Américains dans l'Union, ce qui a renforcé l'avantage numérique des États du Nord. 
En outre, le Sud a reconnu pour la première fois que les soldats afro-américains capturés devaient être traités comme des combattants ennemis et non comme des criminels. Le nombre de victimes confédérées était de 174.
Le fort est renforcé par la brigade du brigadier-général Johnson Hagood peu après la fin de l'assaut. La garnison de Fort Wagner est ensuite changée pendant la nuit et le général Hagood prend le commandement. Il est relevé par le colonel Laurence M. Keitt, qui commande le fort jusqu'à ce qu'il soit abandonné le 7 septembre. Le général Hagood a écrit un livre intitulé « Mémoires de la guerre de Sécession », dans lequel il déclare que le bombardement constant des canons de l'Union avait mis au jour un si grand nombre de morts de l'Union enterrés après l'assaut du 18 juillet, et l'air était si écœurant de l'odeur de la mort, qu'on ne pouvait plus supporter d'être dans le fort. Le bombardement constant a enterré les soldats confédérés qui ont été tués pendant le siège dans les murs du fort, et ils ont également été constamment mis au jour. Après avoir été repoussée, l'armée de l'Union assigne des troupes du Génie au siège du fort. Au début de septembre, les nordistes ont approché leurs parallèles près des murs du fort. Après 60 jours de bombardement, considérant que le fort ne pouvait plus être défendu avec succès, les sudistes l'évacuent le 7 septembre 1863.